# Жаваль, Эмиль
Луи Эмиль Жаваль (фр. Louis Émile Javal; 3 мая 1839, Париж — 20 января 1907, там же) — известный французский врач и политический деятель, сын Леопольда Жаваля.

## Биография
Учился в лицее Кондорсе вместе с Сади Карно и Сюлли-Прюдомом. Поступил в горный институт, но потом изменил своё решение и стал изучать офтальмологию, надеясь помочь свой младшей сестре, страдавшей сильным косоглазием (и это ему удалось).
Жаваль изобрёл метод для диагноза астигматизма и вскоре приобрёл имя одного из лучших офтальмологов Франции. Перу Жаваля принадлежит ряд медицинских книг, в том числе и о гигиене. Его «Mémoires d’ophthalmometrie» переведены на четыре языка. В 1885 году был избран в члены Медицинской академии. К концу жизни сам Жаваль стал слепнуть из-за глаукомы и написал книгу «Среди слепых» (фр. Entre aveugles) с практическими советами слепым и их близким; по предложению Жаваля были сконструированы прибор, облегчающий слепым письмо (перемещая лист бумаги, когда перо доходит до конца строки), и велосипед-тандем, который, при управлении зрячим, позволял слепому тренировать ножную мускулатуру.
В 1885—1899 годах Жаваль был депутатом французского парламента. На протяжении многих лет он вёл постоянную рубрику в газете «Тан» (фр. Le Temps). В сферу интересов Жаваля входил язык эсперанто, который он усердно пропагандировал, а также вопросы графологии и почерковедения; на втором процессе по делу Дрейфуса Жаваль по инициативе дружившего с ним Эмиля Золя был привлечён для проведения почерковедческой экспертизы.